# CFIM-FM
 (mars 2022).
 (mars 2022).
CFIM-FM est une station de radio communautaire québécoise située à L'Étang-du-Nord, aux Îles de la Madeleine, diffusant à la fréquence 92,7 MHz sur la bande FM, et appartenant à Diffusion Communications des Îles Inc.
La station est membre de l'Association des radiodiffuseurs communautaires du Québec.

## Histoire
La station radio est fondée le 15 novembre 1981.